# Tournoi de France de football de 1988
Pour les articles homonymes, voir Tournoi de France.
Le Tournoi de France de football de 1988 est un tournoi amical de football qui s'est tenu en France et à Monaco du 2 au 5 février 1988.
Les 4 équipes participant au tournoi furent l'Autriche, la France, le Maroc et la Suisse.
Le tournoi s'est déroulé sous la forme de matchs à élimination directe, avec deux demi-finales, un match pour la troisième place et la finale.
La France remporta le tournoi en battant en finale le Maroc, deux buts à un.
A noter qu'une autre édition de ce tournoi a eu lieu en 1997.

## Précisions
Les quatre participants que sont l'Autriche, la France, le Maroc et la Suisse, arrivent dans le tournoi dans un contexte suivant : 
- L'Autriche ne s'est pas qualifiée pour la Coupe du monde de football de 1986, ni pour l'Euro 1988, terminant troisième sur quatre des éliminatoires dans le groupe 1.
- La France, se présente en tant que pays-hôte, qui a terminé troisième à la Coupe du monde au Mexique en 1986, et alors qu'elle est tenante du titre au Championnat d'Europe, elle ne se qualifie pas pour l'Euro 1988, terminant troisième sur cinq des éliminatoires dans le groupe 3.
- Le Maroc se présente alors qu'il a réussi sa meilleure performance en coupe du monde, celle du Mexique, où il fut éliminé en huitièmes-de-finale par la RFA. De plus, il termina quatrième à la CAN 1986. Ce tournoi se présente pour le Maroc comme une préparation pour la CAN 1988, qu'il va jouer à domicile.
- La Suisse ne s'est pas qualifiée pour la Coupe du monde de football de 1986, ni pour l'Euro 1988, terminant quatrième sur cinq des éliminatoires dans le groupe 2.

## Villes et stades
| \| ToulouseMonaco \| Sites du Tournoi de France |
| ToulouseMonaco                                  |

| Ville    | Stade              | Match(s)                                    |
| -------- | ------------------ | ------------------------------------------- |
| Toulouse | Stadium (Toulouse) | Demi-finales                                |
| Monaco   | Stade Louis-II     | Matchs pour la troisième place et la finale |

## Arbitres
Voici les arbitres qui ont officié un match de ce tournoi amical. On peut remarquer qu'ils sont tous français : 
- Gérard Biguet
- Claude Bouillet
- Michel Girard
- Michel Vautrot

## Compétition
Ce tournoi se présente sous la forme d'un tournoi à élimination directe, avec des demi-finales, une finale et une petite finale.

### Tableau
|  | Demi-finales         | Demi-finales         |                        |   | Finale             | Finale             |
|  | Demi-finales         | Demi-finales         |                        |   | Finale             | Finale             |
|  |                      |                      |                        |   |                    |                    |
|  | 2 février / Toulouse | 2 février / Toulouse |                        |   | 5 février / Monaco | 5 février / Monaco |
|  | 2 février / Toulouse | 2 février / Toulouse |                        |   | 5 février / Monaco | 5 février / Monaco |
|  | France               | 2                    |                        |   | 5 février / Monaco | 5 février / Monaco |
|  | France               | 2                    |                        |   | 5 février / Monaco | 5 février / Monaco |
|  | Suisse               | 1                    |                        |   | 5 février / Monaco | 5 février / Monaco |
|  | Suisse               | 1                    | France                 | 2 |                    |                    |
|  | 2 février / Toulouse |                      | France                 | 2 |                    |                    |
|  |                      | Maroc                | 1                      |   |                    |                    |
|  | Maroc                | Maroc                | 1                      | 3 |                    |                    |
|  | Maroc                |                      |                        | 3 |                    |                    |
|  | Autriche             | 1                    |                        |   |                    |                    |
|  | Autriche             | 1                    | Match pour la 3e place |   |                    |                    |
|  |                      |                      |                        |   |                    |                    |
|  | 5 février / Monaco   |                      |                        |   |                    |                    |
|  |                      |                      |                        |   |                    |                    |
|  | Suisse               | 2                    |                        |   |                    |                    |
|  | Suisse               | 2                    |                        |   |                    |                    |
|  | Autriche             | 1                    |                        |   |                    |                    |
|  | Autriche             | 1                    |                        |   |                    |                    |

### Demi-finales
Il s'agit du trentième match entre la France et la Suisse. La France restait sur une défaite lors de la précédente confrontation (0-2 en 1986).
| 2 février 1988            | France                | 2 - 1 | Suisse     | Stadium, Toulouse                              |                                                |
| Historique des rencontres | Passi 7e · Fargeon 9e |       | 19e Sutter | Spectateurs : 10 348 Arbitrage : Gérard Biguet | Spectateurs : 10 348 Arbitrage : Gérard Biguet |
| Historique des rencontres | (Rapport)             |       |            | Spectateurs : 10 348 Arbitrage : Gérard Biguet | Spectateurs : 10 348 Arbitrage : Gérard Biguet |

Ce match, bien que disputé, est considéré comme non officiel de la part de la Fédération royale  marocaine de football ainsi que celle d'Autriche. Certaines sources considèrent l'équipe d'Autriche comme l'équipe B. Cette rencontre est la seule entre les deux sélections, et comme elle n'est pas comptabilisée, le Maroc et l'Autriche se sont pas affrontés officiellement.
| 2 février 1988 | Maroc                            | 3 - 1 | Autriche  | Stadium, Toulouse                                |                                                  |
|                | Lacchabi 54e · El Gharef 56e 63e |       | 32e Ogris | Spectateurs : 15 000 Arbitrage : Claude Bouillet | Spectateurs : 15 000 Arbitrage : Claude Bouillet |
|                | (Rapport)                        |       |           | Spectateurs : 15 000 Arbitrage : Claude Bouillet | Spectateurs : 15 000 Arbitrage : Claude Bouillet |

### Match pour la troisième place
Contrairement au match face au Maroc, l'ÖFB reconnaît ce match comme officiel. Il s'agit de la trente-deuxième rencontre entre les deux sélections, et la première sur un terrain neutre.
| 5 février 1988            | Suisse                    | 2 - 1 | Autriche         | Stade Louis-II, Monaco                        |                                               |
| Historique des rencontres | M.Koller 26e · Sutter 66e |       | 49e (csc) Geiger | Spectateurs : 3 000 Arbitrage : Michel Girard | Spectateurs : 3 000 Arbitrage : Michel Girard |
| Historique des rencontres | (Rapport)                 |       |                  | Spectateurs : 3 000 Arbitrage : Michel Girard | Spectateurs : 3 000 Arbitrage : Michel Girard |

### Finale
Cette finale est inédite entre la France et le Maroc, puisqu'il s'agit de la première rencontre entre ces deux sélections.
| 5 février 1988            | France                         | 2 - 1 | Maroc       | Stade Louis-II, Monaco                          |                                                 |
| Historique des rencontres | Lamriss 9e (csc) · Stopyra 49e |       | 34e Lamriss | Spectateurs : 10 000 Arbitrage : Michel Vautrot | Spectateurs : 10 000 Arbitrage : Michel Vautrot |
| Historique des rencontres | (Rapport)                      |       |             | Spectateurs : 10 000 Arbitrage : Michel Vautrot | Spectateurs : 10 000 Arbitrage : Michel Vautrot |

## Buteurs
Les meilleurs buteurs du tournoi sont le suisse Beat Sutter, qui marque deux buts dans le tournoi, un contre la France et un contre l'Autriche, et le marocain Moulay El Gharef, réalisant un doublé contre l'Autriche.
2 buts
- Moulay El Gharef
- Beat Sutter

1 but
- Andreas Ogris
- Philippe Fargeon - Gérald Passi - Yannick Stopyra
- Mohammed Lachabi - Abdelmajid Lamriss
- Marcel Koller

but contre son camp
- Abdelmajid Lamriss (un but pour la France)
- Alain Geiger (un but pour l'Autriche)